# ويسلي ماركيت
ويسلي ماركويتي (بالإنجليزية: Wesley Marquette)‏ (مواليد 8 يناير 1982 في موريشيوس) لاعب كرة قدم موريشيوسي يلعب في نادي كوريبيبي ستارلايت الموريشيوسي و منتخب موريشيوس ويجيد اللعب في خط الهجوم .

## وصلات خارجية
- ويسلي ماركيت على موقع ناشيونال فوتبول تيمز (الإنجليزية)